# Giuseppe Allegri
Giuseppe Allegri (Brescia, 1814 – Brescia, 1887) è stato un fotografo italiano.
Rarissime sono le fotografie arrivate sino a noi di questo fotografo e poiché alcune sembrano documentare la sua presenza nel corso della Battaglia di Solferino e San Martino nel corso della campagna contro gli austriaci del 1859, si può ritenere che la perdita delle immagini sia davvero grave.

## Biografia

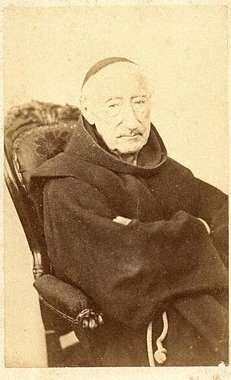
Padre Maurizio Malvestiti (1778-1865)

Fu l'ultimo nato di una famiglia agiata. Crescendo, attorno al 1831 se ne andò dall'Italia, a causa della dominazione austriaca, prima a Vienna e poi a Parigi dove incontrò e diventò amico di Louis Daguerre, da cui imparò i segreti del dagherrotipo. Lasciata Parigi per Londra dove incontrò Giuseppe Mazzini, si spinse fino a New York.
Nel 1849 tornò a Brescia e decise di dedicarsi alla fotografia dove apre due anni dopo un atelier nel centro cittadino con un vasto terrazzo sui tetti che funse da salotto per i ritratti. In poco tempo diventò un fenomeno alla moda e il suo atelier venne frequentato da rappresentanti militari e dell'alta borghesia della città e dei dintorni, anche grazie ai procedimenti che resero sempre migliori la qualità dei prodotti.
Viene ricordato per aver fotografato lo storico passaggio di Napoleone III davanti alla Crociera di San Luca, diventata Corso Giuseppe Zanardelli, a Brescia.
Giuseppe Allegri fu tra coloro che nel 1865 ebbe il brevetto da Leandro Crozat per utilizzare il suo nuovo sistema cosiddetto a "doppio fondo fotografico" che rendeva un effetto più affascinante e brillante nei ritratti delle persone.

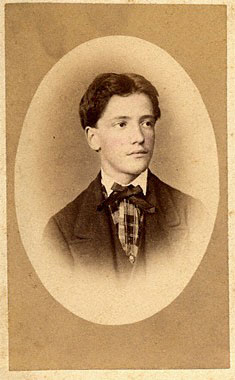
Studente ignoto

Nel 1870 arrivò il nipote Ignazio Allegri (1858-1906) (non v'è concordanza sul grado di parentela tra Giuseppe e Ignazio: per alcuni era il fratello mentre per altri era il figlio) che nel 1876, dopo l'apprendistato, rilevò lo studio dello zio/fratello/padre. Seguì un periodo in cui Ignazio prima chiuse l'atelier e diventò ambulante, poi lo riaprì in un'altra zona di Brescia, cambiando denominazione a suo nome ma, a causa della concorrenza, si sposterà a Mantova, Cremona, Piadena e altre zone per trovare lavoro. Decise quindi di tornare alla storica denominazione “Giuseppe Allegri” nel 1893 ma l'anno dopo tornò nuovamente a quella di “Ignazio Allegri”.
Morì a soli 47 anni nel 1906. Tre anni dopo suo figlio Cesare (1888-1962), che aveva lavorato come ritoccatore presso lo Studio Giacomelli di Venezia e presso la Fotografia Reale Guidoni & Bossi di Milano tornò a Brescia ed iniziò a lavorare nella ditta di famiglia che la madre aveva tenuto in vita.
Nel 1911 Cesare decise di aprire un proprio studio chiamandolo "Allegri & C.", che chiuse due anni dopo, senza apparenti cause, per tornare a lavorare nella ditta di famiglia, e nello stesso anno fu tra i fondatori della squadra Brescia Calcio.
Dopo anni di intensa attività, nel 1925 Cesare cambiò denominazione in "Cesare Allegri" e due anni dopo diventò fotografo ufficiale della Federazione fascista bresciana come reporter dei giornali e riviste cittadini. Negli anni Trenta a Brescia il suo atelier era famoso e molti vi si riunivano per discutere i vari problemi non solo legati alla fotografia ma anche al costume e alla cultura.
Al termine della seconda guerra mondiale, ex esponenti fascisti per paura di ritorsioni in quanto riconoscibili dal saluto romano nelle foto di Allegri, irruppero nel suo studio e distrusseo i suoi archivi, quasi totalmente.
Nel 1962 morì Cesare Allegri a 74 anni. Prese il suo posto il secondogenito Ugo (1912-1998), il quale fu giocatore titolare, ruolo attaccante, con il Brescia in serie A, ed aprì "Allegri Ugo fotografia”. Dal 1964 al 1990 lo studio si specializzò nella foto industriale. Nel frattempo, dopo anni di collaborazione, il genero Renato Rubino, nel 1979, venne associato allo studio. Nel 1991, per far fronte alle nuove esigenze, si costituì anche l'azienda "Allegri Videofilm", produzione, montaggio di filmati in particolare di tipo industriale.
Negli anni 2000, lo studio Allegri è stato trasformato in una Fondazione, tanto più che nel 2003 muore Renato Rubino. 
Il fratello di Ugo è stato Danilo Allegri (1911-1989): fotografo, pittore e direttore della fotografia in vari film, oltre che regista di vari documentari.